# Centro Universitário IDEAU
O Centro Universitário IDEAU, também conhecido pelo acrônimo UNIDEAU, é um centro universitário brasileiro com sede em Getúlio Vargas e presente nas cidades de Bagé, Caxias do Sul e Passo Fundo.

## Sobre
Credenciado pelo Ministério da Educação em 3 de setembro de 2004, e reconhecido pelo Diário Oficial da União três dias após, foi fundado na cidade de Getúlio Vargas sob o nome de Instituto de Desenvolvimento Educacional do Alto Uruguai (IDEAU), abrigando primeiramente os cursos de Administração e Ciências Contábeis. Em 3 de novembro de 2006, se expandiu para a cidade de Caxias do Sul, e em 5 de dezembro de 2008, para Passo Fundo.
Em 6 de fevereiro de 2012, a cidade de Bagé recebeu um campus da IDEAU. Em 2019, teve o curso de licenciatura em educação física do campus de Getúlio Vargas reconhecido pelo Exame Nacional de Desempenho de Estudantes (ENADE) com a melhor nota entre todos os do estado do Rio Grande do Sul. Em 6 de fevereiro de 2020, foi credenciada como um centro universitário pelo Ministério da Educação, homologada quatro dias após pelo Diário da União. Possui dezessete cursos de graduação e quarenta e sete cursos de pós-graduação.